# Walter Ignacio Martínez
Walter Ignacio Martínez Maldonado (Montevideo, 5 de septiembre de 1955) es un Escritor y Autor teatral uruguayo. Firma sus obras simplemente como Ignacio Martínez, aunque durante la dictadura militar uruguaya firmó algunas publicaciones con el pseudónimo de Ignacio Seger.
Escribió más de cien libros para niños y jóvenes, más de 30 obras teatrales para niños y adultos y más de una docena de libros para adultos.Entre 2001 y 2002 fue redactor responsable de la revista cultural INTER NOS, de salida mensual, publicación de los funcionarios del CASMU. Fue redactor responsable de la revista "El Tomate Verde" durante más de 10 años, hasta 2009. Es columnista en el semanario El Popular y miembro de REMES (Red Mundial de Escritores en Español), Poetas del Mundo, y la IWA (International Writers Association). Presidió la organización ecologista REDES - Amigos de la Tierra, Uruguay. Actualmente integra la Comisión de Cultura de la central sindical PIT-CNT y dirige la editorial "Primero de Mayo", fundada por él mismo.
En 1996 fundó "Ediciones del Viejo Vasa" donde publica la mayoría de sus textos. Además ha publicado en otras editoriales como Ediciones de la Banda Oriental, Tupac Amaru Ediciones (TAE), Editorial Fin de Siglo, Editorial Sirio, entre otros.
Su faceta más conocida es la de escritor de libros para niños, vocación que inició en los años setenta y que se fue plasmando con los años hasta ser uno de los autores para niños de referencia en Uruguay. Como parte de su compromiso con la niñez uruguaya y la educación recorre cientos de escuelas anualmente, realizando talleres de lectura y escritura y compartiendo con niños y jóvenes en todo el Uruguay.
En 2007 fue el encargado de leer la proclama ante la presencia de Bush en Uruguay ante más de 70 mil personas.
En 2010 presentó su obra "El bosque de mis libros" a un concurso del Banco Interamericano de Desarrollo y obtuvo el primer lugar en categoría "Obra de teatro para niños". Fue elegido para su representación por el grupo teatral del Banco en Washington.

## Libros infantiles
- El libro de todos, Cuentos. Editorial Nordan (con el pseudónimo Ignacio Seger), 1984 y Ediciones de la Banda Oriental, 1998.

- La vereda de allá, Cuentos. Editorial Proyección, 1988, TAE, 1994 y Ediciones del Viejo Vasa, 1998.

- El viejo Vasa, Cuento. Editorial Nordan 1983. Editorial Proyección, 1988, Editorial Nordan, 1992, Ediciones del Viejo Vasa, 2001 y 2008.

- La fantástica historia de una gran rebelde y el secreto de un río, Cuentos. TAE, 1989 y Ediciones del Viejo Vasa, 1999.

- Detrás de la puerta... un mundo, Novela. TAE, 1990 y Ediciones del Viejo Vasa, 1998.

- Los fantasmas de la escuela, Cuentos TAE, 1992 y Ediciones del Viejo Vasa, 2002.
- Los fantasmas de la escuela pasaron de clase, Cuento. TAE, 1994 y Ediciones del Viejo Vasa, 2002.

- Milpa y Tizoc, herederos de las piedras y el maíz, Novela. TAE, 1992, Ediciones del Viejo Vasa, 1995, EDAF, 2001, Editorial SIRPUS 2008.
- ¿Adónde fueron los bichos? Cuento. Editorial Nordan, 1994, Editorial Sudamericana, 2003 y Ediciones del Viejo Vasa 2010.
- ¿Por qué en el río no hay peces? Cuento. Editorial Sudamericana, 2003 y Ediciones del Viejo Vasa 2010.
- ¿Adónde fueron los pájaros? Cuento. Editorial Sudamericana, 2003 y Ediciones del Viejo Vasa 2010.
- ¿Por qué la gente está triste? Cuento. Editorial Sudamericana, 2003 y Ediciones del Viejo Vasa 2010 2011 y 2007.
- ¿Quién dijo que el mundo está perdido? Cuento. Editorial Sudamericana, 2003 y Ediciones del Viejo Vasa 2010.
- Los piratas del Atlántico Sur, Novela. Ediciones del Viejo Vasa, 1996.
- La mochila infernal, Cuentos. Ediciones del Viejo Vasa, 1997.
- Malú, diario íntimo de una perra, Novela. Ediciones del Viejo Vasa, 1998.
- Los niños de la independencia, Novela. Ediciones del Viejo Vasa, 2000.
- Los pequeños amigos de la tierra, Cuentos. Ediciones del Viejo Vasa, 2000.
- Verónica y Nicolás, Novela. Ediciones del Viejo Vasa, 2001.
- La Hechicera de Vaupés, Novela. 5.ª edición Ediciones del Viejo Vasa y Editorial Sirio, 2002.
- El baile de los zapatos, Cuento. Ediciones de la Banda Oriental, 2002.
- Lunatiquín, Cuento. Ediciones de la Banda Oriental, 2002.
- La dama de la armadura, Cuento. Ediciones de la Banda Oriental, 2002.
- Poemas y canciones para niñas, niños y jóvenes, Ediciones del Viejo Vasa, 2002.
- El mapa secreto, Cuento. Ediciones de la Banda Oriental, 2003.
- La leyenda del Kiyú, Cuento. Ediciones de la Banda Oriental, 2003.
- Mi amigo colibrí, Cuento. Ediciones de la Banda Oriental, 2003.
- Borocotó-Chás-Chás, Cuento. Ediciones de la Banda Oriental, 2003.
- La escuela misteriosa, Cuento. Ediciones de la Banda Oriental, 2003.
- Lejos de casa, Cuento. Ediciones de la Banda Oriental, 2003.
- La rebelión de los títeres, Cuento. Ediciones de la Banda Oriental, 2003.
- Los horneros y el sol, Cuento. Ediciones de la Banda Oriental, 2003.
- La maestra rural, Cuento. Ediciones de la Banda Oriental, 2003.
- ¡Qué partido de fútbol!, Cuento. Ediciones de la Banda Oriental, 2003.
- La leyenda del gato grande, Cuento. Ediciones de la Banda Oriental, 2004.
- La batalla del reino vegetal, Cuento. Ediciones de la Banda Oriental, 2004.
- Viaje microscópico, Cuento. Ediciones de la Banda Oriental, 2004.
- El día que volaron los caballos, Cuento. Ediciones de la Banda Oriental, 2004.
- Cuento de amor, Cuento. Ediciones de la Banda Oriental, 2004.
- El regreso de la música, Cuento. Ediciones de la Banda Oriental, 2004.
- ¡Mamá, se me cayó un diente!, Cuento. Ediciones de la Banda Oriental, 2004.
- Las aventuras de Tobías, el hijo de Malú, Novela. Ediciones del Viejo Vasa, 2004.
- 50 fichas ambientales, Ediciones del Viejo Vasa, 2004-2005.
- Cuentos para antes de ir a dormir, Ediciones de la Banda Oriental, 2008.
- Más cuentos para antes de ir a dormir, Ediciones de la Banda Oriental, 2008.
- Historias del Sur, Cuento. Ediciones del Viejo Vasa, 2005.
- La Hechicera de Vaupés en África secreta, Novela. Editorial Sirio y Ed. Del Viejo Vasa, 2006.
- La Hechicera de Vaupés en la cuna de la sabiduría, Novela. Editorial Sirio y Ed. Del Viejo Vasa, 2006.
- Memorias de Lucía. Diario íntimo de una adolescente. Narración. Ediciones Del Viejo Vasa. 2007.
- La Hechicera de Vaupés y la magia de las Artes. Novela. Editorial Sirio y Ed. Del Viejo Vasa, 2007.
- Franca, la ballena valiente. Cuento. Ed. del Viejo Vasa 2008.
- La cueva de las amatistas. Cuento Ediciones de la Banda Oriental, 2008.
- Encuentros en la meseta. Cuento, Ediciones de la Banda Oriental, 2008.
- Los cebadores de mate. Cuento, Ediciones de la Banda Oriental, 2008.
- La primavera de Dolores. Cuento. Ediciones de la Banda Oriental, 2008.
- Las barrancas de Kiyú. Cuento. Ediciones de la Banda Oriental, 2008.
- Los enamorados de Colonia. Cuento. Ediciones de la Banda Oriental, 2008.
- El cura caminador. Cuento. Ediciones de la Banda Oriental, 2008.
- A orillas del Olimar. Cuento. Ediciones de la Banda Oriental, 2008.
- Un delfín llamado Franciscana. Cuento, Ediciones de la Banda Oriental, 2008.
- La luz de la fortaleza. Cuento. Ediciones de la Banda Oriental, 2008.
- La maestra nueva. Cuento. Ediciones de la Banda Oriental, 2009.
- El Pingüino Emperador. Cuento. Ediciones de la Banda Oriental, 2009.
- La niña que cantaba en tres idiomas. Cuento. Ediciones de la Banda Oriental, 2009.
- El indio de Batoví. Cuento. Ediciones de la Banda Oriental, 2009.
- Un fantasma llamado Sir George. Cuento. Ediciones de la Banda Oriental, 2009.
- Los chiquilines del barrio y la luz de la fortaleza. Cuento. Ediciones del Viejo Vasa. 2009.
- Los chiquilines del barrio y una final sin igual. Cuento. Ediciones del Viejo Vasa. 2009.
- El secreto de la gran esfera. Cuento. Ediciones de la Banda Oriental, 2009.
- En la fiesta de San Cono. Cuento. Ediciones de la Banda Oriental, 2009.
- La niña del Valle Edén. Novela. Editorial Fin de Siglo, 2009.
- Por allá en Barriga Negra. Cuento. Ediciones de la Banda Oriental, 2009.
- La cueva del tigre. Cuento. Ediciones de la Banda Oriental, 2009.
- Cuando volaron los ñandúes. Cuento. Ediciones de la Banda Oriental, 2009.
- La Hechicera de Vaupés y el sueño blanco. Novela. Editorial Sirio y Ed. del Viejo Vasa, 2010.
- O mundo em silêncio – El mundo en silencio. Novela bilingüe, Editora Maneco-Brasil. (con la escritoras Marô Barbieri y Helô Bacichette), 2010.
- Los chiquilines del barrio y los gurises del campo. Cuento. Ediciones del Viejo Vasa, 2010.
- Los chiquilines del barrio y la escuela de Varela. Cuento. Ediciones del Viejo Vasa, 2010.
- Mi amigo José Gervasio. Novela. Editorial Fin de Siglo, 2011.
- El hotel de los miedos. Novela. Ed. del Viejo Vasa. Febrero 2012. ISBN 978-9974-8294-2-8 Libro que forma parte de la promoción 2012 de autores y obras uruguayas en el catálogo "Books From Uruguay 2012" y el portal web del MEC (Min. de Educ. y Cultura de Uruguay) que está en desarrollo.
- El joven Cuentacuentos. Cuentos. Editorial Fin de Siglo, abril de 2012 y nueva edición mayo de 2015 ISBN 978-9974-49-548-7.
- Farah y otros cuentos. Cuentos. Editorial Fin de Siglo, abril de 2012 ISBN 9978-9974-49-547-0.
- El ñandú Yamandú. Cuento. Ediciones del viejo Vasa. Julio 2012 ISBN: 978-9974-8294-3-5.
- Crónica de un pueblo libre. Cuento. Abril 2013 Editorial Fin de Siglo Libro grabado por el SODRE para difundir en forma oral para todos los niños del Uruguay. ISBN 978-9974-49-588-3.
- Las chicas “re”. Cuentos. Agosto 2013. Ediciones del viejo Vasa ISBN 978- 9974-8294-4.
- Ismael y su viaje por los cuentos clásicos. Cuento. Septiembre 2013. Editorial Fin de Siglo. ISBN 978-9974-49-653-8.
- El bastón de Chaplin. Novela. Editorial Fin de Siglo. Mayo 2014 ISBN 978-9974-49-736-8 Mención en los Premios Anuales de Literatura del MEC 2014.
- ¿A qué jugabas, abuela? Cuentos. Editorial Planeta de Argentina. Agosto 2014, ISBN 978-9504-94-065-4  2.ª Edición para Uruguay, Editorial Planeta ISBN 978-9974-729-72-8 3.ª Edición coeditado con el diario El País.
- ¿Dónde está el director? Obra de Teatro. Ediciones del Viejo Vasa. Febrero 2015 ISBN 978-9974-8294-6-6.
- Los mundos de Laura, Novela. Editorial Planeta. Abril 2015. 2.ª Edición con diario El País octubre de 2016. Mayo de 2017 edición argentina ISBN 978-9974-729-6-2 2.ª Edición coeditado con el diario El País.
- Una vez en Los Andes… Novela. Editorial Planeta, marzo de 2016, ISBN 978-9974-737-16-7 – 6da edición mayo de 2017. 2016 Edición argentina.
- Los juguetes de Camilo. Cuento. Editorial Planeta, marzo de 2016, ISBN 978-9974-737-16-7 Edición especial MIDES 2017.
- Camilo y su chupete. Cuento. Editorial Planeta. Marzo 2016, ISBN 978-9974-737-20-4 Edición especial MIDES 2017.
- La familia de Camilo. Cuento. Editorial Planeta. Marzo 2016, ISBN 978-9974-737-19-8 Edición especial MIDES 2017.
- La escuela de Camilo. Cuento. Editorial Planeta. Abril 2016, ISBN 978-9974- 737-29-7 Edición especial MIDES 2017.
- ¿Cómo es el día de Camilo? Cuento. Editorial Planeta. Mayo 2016, ISBN 978-9974-737-27-3 Edición especial MIDES 2017.
- Camilo y los pañales. Cuento. Editorial Planeta. Junio 2016, ISBN 978-9974-737-30-3 Edición especial MIDES 2017.
- Camilo come solo. Cuento. Editorial Planeta. Julio 2016, ISBN 978-9974-737-31-0 Edición especial MIDES 2017.
- Camilo en la playa. Cuento. Editorial Planeta. Agosto 2016, ISBN 978-9974-737-32-7 Edición especial MIDES 2017.
- Camilo y los animales. Cuento. Editorial Planeta. Agosto 2016, ISBN 978-9974-737-33-4 Edición especial MIDES 2017.
- Camilo cumple años. Cuento. Editorial Planeta. Agosto 2016, ISBN 978-9974-737-34-1 Edición especial MIDES 2017.
- El misterio de Tres Cruces. Cuento. Editorial Planeta. Diciembre 2016, ISBN 978-9974-746-28-2.
- Konstantin y el encuentro sinfónico. Novela. Editorial Planeta. Mayo 2017, ISBN 978-9974-746-90-9.
- El venado tuerto encontró su ojo. Cuento. Mayo 2018. Editado por Subsecretaría de Educación y Cultura del Municipio de Venado Tuerto y Daniela Mimiza, impreso en MVT, San Martín 899, Venado Tuerto, Santa Fe, Argentina.
- Miranda. Novela juvenil. Mayo 2018. Editorial Planeta. ISBN 978-9974-880-93-1.
- Magallanes. Hace 500 años en un barco, 2019, Editorial Planeta https://www.planetadelibros.com.uy/libro-magallanes-hace-500-anos-en-un-barco/296093

## Libros para adultos
- Avisa a todos los compañeros, pronto. Relatos breves sobre desaparecidos. Editorial Compañero, (1991).
- Tiene la palabra Tota Quinteros. Reportaje. ISBN 9974-41-006-1,  TAE, (1993).
- Cuentos para leer en el ómnibus. Cuentos y representación teatral incorporados al repertorio de Cuentacuentos en Uruguay y en la República Argentina. ISBN 9974-7596-0-9, Ediciones del viejo Vasa (1999).
- Todos los jueves del mundo. Novela sobre los desaparecidos en Argentina y su relación con el genocidio en la II Guerra Mundial. En relación con este libro el poeta argentino Juan Gelman escribió: “me conmovió hasta el tuétano...me parece un libro hermoso, bien escrito, lleno de hallazgos expresivos, conmovedor sin sentimentalismos...Me interesó la trama que tan bien enlaza el genocidio de allá con el de acá”. ISBN 9974-7525-3-1, Ediciones del Viejo Vasa, (1997).
- Encuentros con el siglo de los afectos. Poemas que han motivado un espectáculo de poesía, músicas y canciones. Editado por Ediciones de la Banda Oriental. ISBN 9974-1-0274-X, Ediciones de la Banda Oriental, (2002).
- Las orillas del océano. Novela. Editado por Editorial Sudamericana en el 2003 para todo América. Se trata de la historia de una familia de origen catalán que llega a Uruguay a fines de los años 30 y su descendencia se planteará regresar a España a comienzos del siglo XXI. En todo el relato los protagonistas son los jóvenes. ISBN 9974-7757-0-X.
- El abrigo de la colmena, historias de niños para adultos. Testimonios novelados sobre la violencia familiar, editado por Editorial Fin de Siglo en el 2003. ISBN 9974-49-306-4  Editado por Editorial Primero de Mayo en el 2011 ISBN 978-9974-8315-0-6.
- Mujeres de dos mundos. Sobre las mujeres llegadas al Nuevo Mundo en el siglo XVI con los conquistadores. Editorial Fin de Siglo. Julio 2010 ISBN 978-9974-49-481-7.
- Yo también tengo mi historia. Testimonios y reportajes sobre jóvenes privados de libertad que han iniciado un camino de recuperación a partir de una propuesta laboral en una fábrica metalúrgica. Editorial Primero de Mayo. Febrero 2012 ISBN 978-9974-8315-3-7 presentado el 16.III.  2012 por el entonces Presidente de Uruguay José Mujica.
- La casa de los Rothberg. Obra de teatro en formato electrónico. Agosto 2012 Editorial Anagnórisis, España, ISBN 978-84-15507-11-6.
- Washington y Cristina, el poema y la canción. Vida y obra de los dos artistas del canto popular uruguayo, Washington Carrasco y Cristina Fernández, con quienes trabajó en calidad de coautor. Editorial Planeta. Octubre 2013. ISBN 978-9974-700-50-5.
- 1945-2015 Federación Uruguaya de Magisterio SETENTA AÑOS CONSTRUYENDO FUTUROS Trabajo de investigación periodística. Marzo 2015 Editorial 1.º de Mayo, ISBN 978-9974-8435-4-7.
- 1965-2015 F.U.S. Federación Uruguaya de la Salud CINCO DÉCADA DE LUCHA Trabajo de investigación periodística, abril de 2015, Editorial 1.º de Mayo, ISBN 978-9974-8435-3-0.
- La voz y la palabra. Libro con CD. Noviembre 2015. Selección de textos y grabaciones de Benevides, Benedetti, Espínola, Galeano, Maia, Quiroga, Rosencof y Vilariño. Ediciones de la Banda Oriental y Discográfica AYUÍ. ISBN 978-9974-10935-3.
- Espionaje en democracia. Revelaciones del exagente secreto Mauro Gambeta. Editorial Planeta 2018. https://www.planetadelibros.com.uy/libro-espionaje-en-democracia/304960

## Premios
- Premio Diario de Caracas por el cuento El pájaro que no pudo volar (1981).
- Premio Nacional de Literatura el Ministerio de Educación y Cultura de Uruguay 1989 por el libro para niños El viejo Vasa.
- Premio Nacional de Literatura el Ministerio de Educación y Cultura de Uruguay 1992 por el libro para niños Milpa y Tizoc.
- Premio Bartolomé Hidalgo de la Cámara Uruguaya del Libro 1993 por el libro Milpa y Tizoc.
- Premio Nacional de Literatura el Ministerio de Educación y Cultura de Uruguay 1996 por el libro para niños Los piratas del Atlántico Sur.
- Premio Musa de la Asociación General de Autores del Uruguay año 2000 por la obra más vista ¿Adónde fueron los bichos?.
- Premio Bartolomé Hidalgo de la Cámara Uruguaya del Libro 2002 por su Trayectoria como escritor para niños y jóvenes.
- Premio Florencio de la Asociación de Críticos Teatrales del Uruguay por ¿Adónde fueron los bichos?, Milpa y Tizoc y Lunatiquín (1998, 2000 y 2011, respectivamente).
- Premio Dragón de San Fernando por su Trayectoria como escritor para niños y jóvenes (Maldonado 2003).
- Premio Musa de la Asociación General de Autores del Uruguay 2004 por Trayectoria como autor teatral para niños y jóvenes.
- Premio Mención 50 años del Teatro Circular por su obra La última cachetada (2004).
- Premio Patrimonio por su obra para niños Los niños de la Patria Grande (2006).
- Reconocimiento Colegio Gabriela Mistral por su trayectoria (2008).
- Premio Mención COFONTE de Teatro 60 Aniversario de El Galpón por su obra Camino al paraíso (2008).
- Premio Palabras Diversas en la categoría Cuento por su cuento juvenil Farah (2008).
- Premio anual Arturo Cuadrado a la Cultura y a la Trayectoria. Editorial Botella al Mar (2009).
- Premio Poesía Cuando siempre haya mañana seleccionada en el concurso internacional de poesía sobre temas ambientales Ecoloquia 2009.
- Nominado al Gran Premio a la Labor Intelectual 2009 del Ministerio de Educación y Cultura de Uruguay que se otorga cada 3 años.
- Primer Premio BID Hispanoamericano de Dramaturgia Washington EEUU en Teatro Infantil por su obra musical El bosque de mis libros (2010).
- Premio Mención de Honor del concurso literario de la Intendencia Municipal de Montevideo, categoría Dramaturgia, obra La casa de los Rothberg, (2010).
- Premio Mención de Honor del concurso literario del Ministerio de Educación y Cultura, categoría Drama, por la obra La casa de los Rothberg (2010).
- Premio Patrocinio Bicentenario a su libro Mi amigo José Gervasio (2011).
- Premio Patrocinio Bicentenario a su obra de teatro para niños Te contaré una historia (2011).
- Premio Florencio como Mejor Espectáculo Infantil a su obra Lunatiquín junto a Florencio a la Mejor Dirección (W. Sassi) y Florencio a la mejor Escenografía (C. Gallípoli) habiendo sido nominado a cuatro Premios Florencio más entre los que se incluye Mejor Texto de autor nacional (2011).
- Premio Mención, categoría Inédito en Literatura Infantil y Juvenil otorgado por el MEC por su trabajo El joven Cuentacuentos (2011).
- El libro El hotel de los miedos fue seleccionado para integrar el proyecto  Books From Uruguay para representar a Uruguay en Frankfurt y Guadalajara (2012).
- El Plan Ceibal seleccionó Mi amigo José Gervasio, Tobías, Los fantasmas de la escuela, Los fantasmas de la escuela pasaron de clase, El viejo Vasa, La mochila infernal, Los chiquilines del barrio I y II y Malú, diario íntimo de una perra para integrar el catálogo en PDF para todos los niños de Enseñanza Primaria del Uruguay adquiriendo así los derechos de los siete títulos del autor para 1 millón de usuarios.
- El libro Farah y otros cuentos fue seleccionado para ser exhibido en el Salón de Novedades de la Feria Internacional de Guadalajara, 2012.
- El cuento El toro azul del libro Farah fue seleccionado en Chile para integrar una antología de cuentos latinoamericanos para los niños en edad escolar avanzada.
- Premio Florencio por su Trayectoria como dramaturgo para niños, adjudicado por la Asociación de Críticos Teatrales del Uruguay, noviembre de 2012.
- Postulado desde su creación para el Premio Iberoamericano SM de Literatura Infantil y Juvenil – México por diferentes entidades uruguayas.
- Postulado al Gran Premio a la Labor Intelectual en Uruguay por Redes Amigos de la Tierra y la Central de Trabajadores PIT-CNT y la Federación Uruguaya de Magisterio FUM (2009 y 2012, respectivamente).
- Premio a 4 cuentos suyos en el XIII Festival Internacional de Cuentacuentos “Palabras más Palabras menos” Buenos Aires, Argentina, agosto de 2014.
- Primer Premio Nacional de Literatura del Ministerio de Educación y Cultura, Categoría Teatro para Niños 2014 con la obra “¿Dónde está el director?”.
- Premio “Bartolomé Hidalgo” 2016 de la Cámara Uruguaya del Libro, por el libro Una vez en los Andes…
- Premio Mención 2016 del Ministerio de Educación y Cultura, por su libro juvenil El bastón de Chaplin.
- El Ministerio de Desarrollo Social –MIDES – y su programa Uruguay Crece Contigo, adquirió en diciembre de 2016, 50.000 ejemplares de la colección de los “Camilo” conformada por 10 libros para la primera infancia (5.000 de cada título Licitación Abreviada 42/2016).